# Скобычкин, Данила Гаврилович
Данила Гаврилович Скобычкин (1712 — 22 марта (2 апреля) 1774) — яицкий казак, участник восстаний 1772 года и Крестьянской войны 1773—1775 годов под предводительством Е. И. Пугачева.
Участник восстания 1772 года, Данила Скобычкин избежал наказания и к сентябрю 1773 года проживал на Круглозерновском форпосту, расположенном в нескольких верстах ниже по течению Яика от Яицкого городка. Когда 18 сентября к форпосту подошёл ещё малочисленный отряд казаков во главе с Емельяном Пугачевым, Скобычкин, один из старейших и уважаемых яицких казаков, сразу же присоединился к отряду и играл впоследствии заметную роль в агитации и переходе на сторону восставших казаков в гарнизонах крепостей Яицкой пограничной линии. Кроме участия во взятии пояицких крепостей, участвовал в боях под осаждённым Оренбургом. Вследствие чего был включён Пугачёвым в состав Военной Коллегии в качестве судьи. Будучи главным военным и административным центром восставших, Военная коллегия распоряжалась также сбором и перерaспределением денежной кaзны, провиaнтa, боеприпaсов и фурaжa, а также выполняла функцию высшей судебной инстанции.
Данила Скобычкин погиб в ожесточённой битве у Татищевой крепости 22 марта 1774 года, в ходе которой армия восставших потерпела первое серьёзное поражение от правительственных войск.